# Hisashi Eguchi
Hisashi Eguchi (江口 寿史 Eguchi Hisashi?) (Minamata, 29 de marzo de 1956) es un mangaka e ilustrador japonés. Su obra más conocida es Stop!! Hibari-kun!, publicada en Shūkan Shōnen Jump desde 1981 hasta 1983.

## Biografía
Eguchi comenzó a dibujar desde joven, influenciado por obras como Astroboy de Osamu Tezuka y las series de Ultraman. En 1977 pasó a colaborar con la editorial Shūeisha tras vencer un concurso para jóvenes autores, y también logró un áccesit en el Premio Akatsuka con la obra Hachi-jihan no Kettō. A finales de 1977 lanzó su primera serie regular en la Shōnen Jump, Susume!! Pirates, un manga humorístico ambientado en un equipo de béisbol, que se mantuvo en publicación hasta 1980 y fue recopilado en 11 volúmenes tankōbon. 
Durante ese tiempo evolucionó en su estilo de dibujo para especializarse en personajes femeninos, al pensar que su obra sería más popular si aprendía a dibujar chicas atractivas. El autor ha citado como influencias al arte pop de Andy Warhol y Roy Lichtenstein, así como al cómic franco-belga de Moebius y Hergé.
En 1981 comenzó Stop!! Hibari-kun!, una comedia de enredo romántico donde el protagonista, Kosaku Sakamoto, se enamora de una persona llamada Hibari que, a pesar de identificarse como una mujer, resulta ser un chico. Eguchi llegó a definir a Hibari como «la chica ideal que habría querido ser si hubiese nacido mujer, no la chica con la que habría soñado quedar». En su época, esta parodia de comedia romántica se convirtió en una de las obras más populares de Shōnen Jump e incluso tuvo adaptación a anime. No obstante, Eguchi dejó de publicarla en 1983 porque no podía mantener el ritmo exigido por la editorial. Stop!! Hibari-kun! ha sido recopilada en cuatro volúmenes tankōbon y reeditada en 2009 en formato kanzenban, con un capítulo extra que cierra las tramas que habían quedado inconclusas.
Desde entonces Eguchi ha centrado su carrera en la ilustración, con un estilo propio enfocado en el dibujo de mujeres. También ha sido diseñador de personajes en animes como Roujin Z de Katsuhiro Ōtomo (1991), Otaku no Seiza (1994) y Planet Survival (2003-2004), e hizo una colaboración para los Juegos Paralímpicos de Pekín 2022. En el plano personal, está casado desde 1990 con la idol Mari Mizutani.